# Tirà occidental
El tirà occidental (Tyrannus verticalis) és una espècie d'ocell de la família dels tirànids (Tyrannidae). Cria en zones de praderia, sabanes, deserts i conreus, des del sud de la Colúmbia Britànica, d'Alberta i de Manitoba cap al sud, a través de la meitat occidental dels Estats Units fins al nord de Baixa Califòrnia, Sonora, nord-oest de Chihuahua, sud d'Arizona, de Nou Mèxic i de Texas. Passa l'hivern a l'Amèrica Central i el sud de Florida i de Mèxic.